# Thomas J. Hudner
Thomas Jerome Hudner Jr. (* 31. August 1924 in Fall River, Massachusetts; † 13. November 2017 in Concord, Massachusetts) war Offizier der United States Navy und Marineflieger. Er erreichte den Rang eines Captains und erhielt die Medal of Honor für den Versuch, das Leben seines Flügelmannes, Ensign Jesse L. Brown, während der Schlacht um den Changjin-Stausee im Koreakrieg zu retten.

## Frühes Leben und Ausbildung
Hudner wurde am 31. August 1924 in Fall River, Massachusetts geboren. Sein Vater, Thomas Hudner Sr., war ein Geschäftsmann irischer Abstammung, der eine Kette von Lebensmittelgeschäften, Hudner's Markets, betrieb. Später wurden drei Brüder, James, Richard und Phillip, geboren.
Hudner trat 1939 in die renommierte Phillips Academy in Andover, Massachusetts, ein. Seine Familie hatte eine lange Tradition an der Akademie: Sein Vater machte 1911 seinen Abschluss, sein Onkel Harold Hudner 1921. Später besuchten auch die drei jüngeren Hudner-Kinder die Akademie: James 1944, Richard 1946 und Phillip 1954. Während seiner Zeit an der High School war Thomas Hudner in verschiedenen Organisationen aktiv und diente als Mannschaftskapitän der Leichtathletikmannschaft, als Mitglied der Football- und Lacrosse-Mannschaft, als Klassensprecher, als Mitglied der Schülervertretung und als stellvertretender Hausmeister.

## Karriere
Nach dem Angriff auf Pearl Harbor und dem Eintritt der Vereinigten Staaten in den Zweiten Weltkrieg hörte Hudner eine Rede des Akademiedirektors Claude Fuess, die ihn, wie er später sagte, dazu inspirierte, dem Militär beizutreten. Als einer von zehn Schülern seiner Klasse, die aus Phillips stammten, wurde er 1943 in die United States Naval Academy in Annapolis, Maryland, aufgenommen und graduierte 1946. Als er seinen Dienst antrat, war der Zweite Weltkrieg jedoch bereits zu Ende. Hudner besuchte die Naval Academy zusammen mit einer Reihe anderer bemerkenswerter Klassenkameraden, darunter Marvin J. Becker, James B. Stockdale, Jimmy Carter und Stansfield Turner. An der Akademie spielte er Football und wurde schließlich Runningback für das Junior Varsity Team.

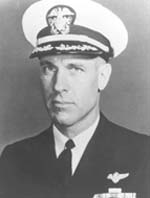
Hudner im weiteren Verlauf seiner Karriere

Nach seinem Abschluss diente Hudner als Kommunikationsoffizier an Bord verschiedener Überwasserschiffe. Während seiner ersten Jahre bei der Navy erklärte Hudner, dass er kein Interesse an Flugzeugen habe. Nach einem Jahr an Bord des Schweren Kreuzers Helena der Baltimore-Klasse, der vor der Küste Taiwans operierte, wurde er als Kommunikationsoffizier zum Marinestützpunkt Pearl Harbor versetzt, wo er ein weiteres Jahr diente. 1948 begann sich Hudner für die Luftfahrt zu interessieren und bewarb sich als „neue Herausforderung“ für die Flugschule. Er wurde an der Naval Air Station Pensacola in Pensacola, Florida, aufgenommen, wo er die fliegerische Grundausbildung absolvierte, und an die Naval Air Station Corpus Christi in Texas versetzt, wo er die fortgeschrittene Flugausbildung abschloss und im August 1949 zum Marineflieger ernannt wurde. Nach einem kurzen Einsatz im Libanon wurde Hudner der VF-32 an Bord des Flugzeugträgers Leyte zugeteilt, wo er die F4U Corsair flog. Später sagte er, dass ihm dieser Einsatz gefiel, da er die Corsair als „sicher und komfortabel“ empfand.

### Koreakrieg
In der Nacht des 25. Juni 1950 starteten zehn Divisionen der Nordkoreanischen Volksarmee eine groß angelegte Invasion des südlichen Nachbarn Republik Korea. Die 89.000 Mann starke Truppe bewegte sich in sechs Kolonnen und überraschte das Südkoreanische Heer, das eine Niederlage erlitt. Die kleinere südkoreanische Armee litt unter weit verbreiteten Organisations- und Ausrüstungsmängeln und war auf den Krieg nicht vorbereitet. Die zahlenmäßig überlegenen nordkoreanischen Streitkräfte zerschlugen den vereinzelten Widerstand der 38.000 südkoreanischen Soldaten an der Front, bevor sie sich kontinuierlich nach Süden bewegten. Die meisten südkoreanischen Streitkräfte zogen sich angesichts der Invasion zurück, die Nordkoreaner waren innerhalb weniger Stunden auf dem Weg in die südkoreanische Hauptstadt Seoul und zwangen die Regierung und ihre zerschlagene Armee, sich weiter nach Süden zurückzuziehen.
Um den Zusammenbruch Südkoreas zu verhindern, beschloss der Sicherheitsrat der Vereinten Nationen die Entsendung von Streitkräften. Die 7. Flotte der Vereinigten Staaten entsandte die Task Force 77 unter Führung des Flottenflugzeugträger Valley Forge, und die britische Fernostflotte entsandte mehrere Schiffe, darunter die HMS Triumph, zur Unterstützung aus der Luft und von See. Obwohl die Seestreitkräfte eine Blockade gegen Nordkorea errichteten und Flugzeuge einsetzten, um die nordkoreanischen Streitkräfte aufzuhalten, gelang es ihnen nicht, den Vormarsch der nordkoreanischen Armee im Süden zu stoppen. US-Präsident Harry S. Truman beorderte daraufhin Bodentruppen ins Land, um die Luftunterstützung zu ergänzen. Alle Einheiten und Schiffe der US-Marine, darunter auch die Leyte, wurden in Alarmbereitschaft versetzt. Das Schiff befand sich im Mittelmeer, und Hudner rechnete nicht mit einem Einsatz in Korea, doch am 8. August traf ein Hilfstransporter in der Region ein, und die Leyte wurde nach Korea beordert. Die Marineführung war der Ansicht, dass die Piloten der Leyte besser ausgebildet und vorbereitet waren als die Piloten anderer verfügbarer Flugzeugträger, so dass sie zu den ersten gehörten, die in den Einsatz geschickt wurden. Die Leyte fuhr von der Straße von Gibraltar über den Atlantik nach Quonset, dann durch den Panamakanal nach San Diego, Kalifornien, Hawaii und Japan, bevor sie um den 8. Oktober in den Gewässern vor Korea eintraf.
Das Schiff schloss sich der Task Force 77 vor der Nordostküste der koreanischen Halbinsel an, die zu einer Flotte von 17 Schiffen der 7. US-Flotte gehörte, darunter der Flugzeugträger Philippine Sea, das Schlachtschiff Missouri und der Leichte Kreuzer Juneau. Hudner flog 20 Einsätze im Land, darunter Angriffe auf Nachschublinien, Truppenkonzentrationen und militärische Einrichtungen um Wŏnsan, Chŏngju, Kimch’aek und Senanju.
Nach dem Kriegseintritt der Volksrepublik China Ende November 1950 wurde Hudner mit seiner Staffel an den Chosin-Stausee verlegt, wo es zu einer intensiven Schlacht zwischen dem X. Korps und der 9. Armee der chinesischen Freiwilligenverbände stattfand.  Fast 100.000 chinesische Truppen hatten 15.000 US-Soldaten umzingelt, und die Piloten auf Leyte flogen täglich Dutzende von Luftunterstützungseinsätzen, um eine chinesische Invasion zu verhindern.

### Medal of Honor

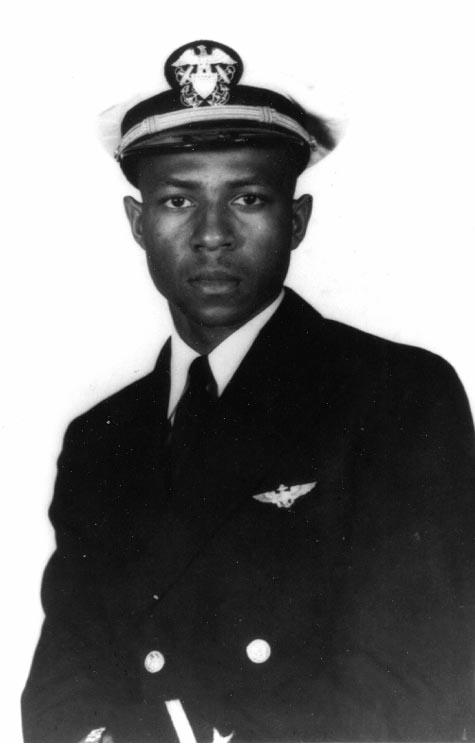
Fähnrich Jesse L. Brown. Hudner erhielt die Medal of Honor für den Versuch, Brown 1950 zu retten.

Am 4. Dezember 1950 war Hudner Teil eines Fluges von sechs Flugzeugen zur Unterstützung von Bodentruppen des US Marine Corps, die von chinesischen Streitkräften umzingelt waren. Um 13:38 Uhr startete er zusammen mit Lieutenant Commander Dick Cevoli, Lieutenant George Hudson, Lieutenant Junior Grade Bill Koenig, Ensign Ralph E. McQueen und dem ersten afroamerikanischen Marineflieger, Ensign Jesse L. Brown. Brown, der Hudners Flügelmann war, von der Leyte aus. Der Flug führte über eine Strecke von 100 Meilen (160 km) vom Standort der Task Force 77 zum Chosin Reservoir und dauerte 35 bis 40 Minuten bei sehr rauem Winterwetter bis in die Nähe der Dörfer Yudam-ni und Hagaru-ri. Der Flug begann mit der Suche nach Zielen entlang der Westseite des Stausees und senkte die Flughöhe auf 700 Fuß (210 m). Die dreistündige Such- und Zerstörungsmission war auch ein Versuch, die Stärke der chinesischen Truppen in diesem Gebiet zu erkunden.
Obwohl keine Chinesen in Sicht waren, meldete Koenig um 14.40 Uhr über Funk, dass Brown anscheinend Treibstoff verlor und dass der Schaden wahrscheinlich durch Handfeuerwaffen der chinesischen Infanterie verursacht worden war, die dafür bekannt war, sich im Schnee zu verstecken und aus dem Hinterhalt auf vorbeifliegende Flugzeuge zu schießen. Brown, der den Treibstoffdruck verlor und zunehmend die Kontrolle über das Flugzeug verlor, warf die externen Treibstofftanks und Raketen ab und versuchte, das Flugzeug auf einer verschneiten Lichtung an einem Berghang zu landen. Brown stürzte in ein schüsselförmiges Tal bei etwa Koordinaten: 40° 36′ 0″ N, 127° 6′ 0″ O, in der Nähe von Somong-ni, 15 Meilen (24 km) hinter den chinesischen Linien und bei 15 Grad (−10 °C) Wetter. Das Flugzeug zerbrach beim Aufprall heftig und wurde zerstört. Bei dem Absturz wurde Browns Bein unter dem Rumpf der Corsair eingeklemmt, und er zog seinen Helm und seine Handschuhe aus, um sich zu befreien, bevor er den anderen Piloten, die dicht über ihm kreisten, ein Zeichen gab. Hudner und die anderen Piloten glaubten, dass Brown bei dem Absturz ums Leben gekommen war, und setzten sofort einen Notruf an alle schweren Transportflugzeuge in der Gegend ab, während sie den Berg nach Anzeichen für nahegelegene chinesische Bodentruppen absuchten. Sie erhielten ein Signal, dass ein Rettungshubschrauber so schnell wie möglich eintreffen würde, aber Browns Flugzeug rauchte und in der Nähe der internen Treibstofftanks war ein Feuer ausgebrochen.
Hudner versuchte vergeblich, Brown über Funk zu retten, bevor er sein Flugzeug absichtlich zum Absturz brachte, zu Brown lief und versuchte, ihn aus dem Wrack zu ziehen. Da sich Browns Zustand von Minute zu Minute verschlechterte, versuchte Hudner vergeblich, das Flugzeugfeuer im Schnee zu ertränken und Brown aus dem Flugzeug zu ziehen. Brown verlor allmählich das Bewusstsein, beklagte sich aber nicht bei Hudner, obwohl er große Schmerzen hatte. Gegen 15.00 Uhr traf ein Rettungshubschrauber ein, und Hudner und sein Pilot, Lieutenant Charles Ward, konnten den Motorbrand mit einem Feuerlöscher nicht löschen. Sie versuchten 45 Minuten lang vergeblich, Brown mit einer Axt zu befreien. Kurzzeitig wurde erwogen, auf Browns Wunsch sein eingeklemmtes Bein zu amputieren. Kurz darauf verlor Brown zum letzten Mal das Bewusstsein. Seine letzten bekannten Worte an Hudner waren: „Sag Daisy, dass ich sie liebe“. Der Hubschrauber, der in der Dunkelheit nicht operieren konnte, musste bei Einbruch der Dunkelheit mit Hudner abfliegen und Brown zurücklassen. Es wird vermutet, dass Brown kurz darauf an seinen Verletzungen und der extremen Kälte starb. Chinesische Truppen bedrohten den Ort nicht, wahrscheinlich wegen der starken Luftpräsenz der VF-32 Piloten.
Hudner bat seine Vorgesetzten um Erlaubnis, zum Wrack zurückkehren zu dürfen, um bei der Bergung Browns zu helfen, was ihm jedoch verwehrt wurde, da andere Offiziere einen Hinterhalt auf die gefährdeten Hubschrauber und damit weitere Opfer befürchteten. Um zu verhindern, dass Leichnam und Flugzeug in chinesische oder nordkoreanische Hände fielen, bombardierte die US-Marine die Absturzstelle zwei Tage später mit Napalm. Die Flugzeugbesatzung betete über Funk das Vaterunser, während sie zusah, wie Browns Leichnam von den Flammen verzehrt wurde. Die Überreste von Brown und dem Flugzeug wurden nie gefunden. Brown war der erste afroamerikanische Offizier der US Navy, der im Krieg getötet wurde.

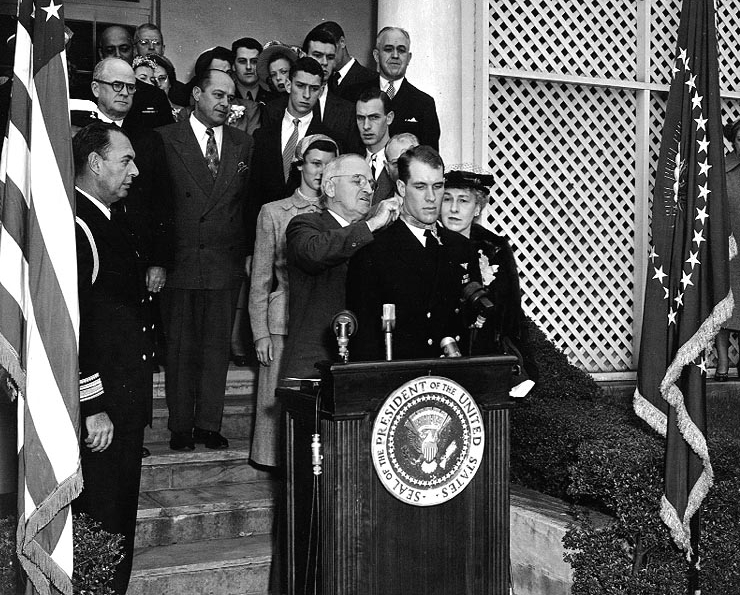
Hudner erhält am 13. April 1951 von Präsident Harry S. Truman die Ehrenmedaille.

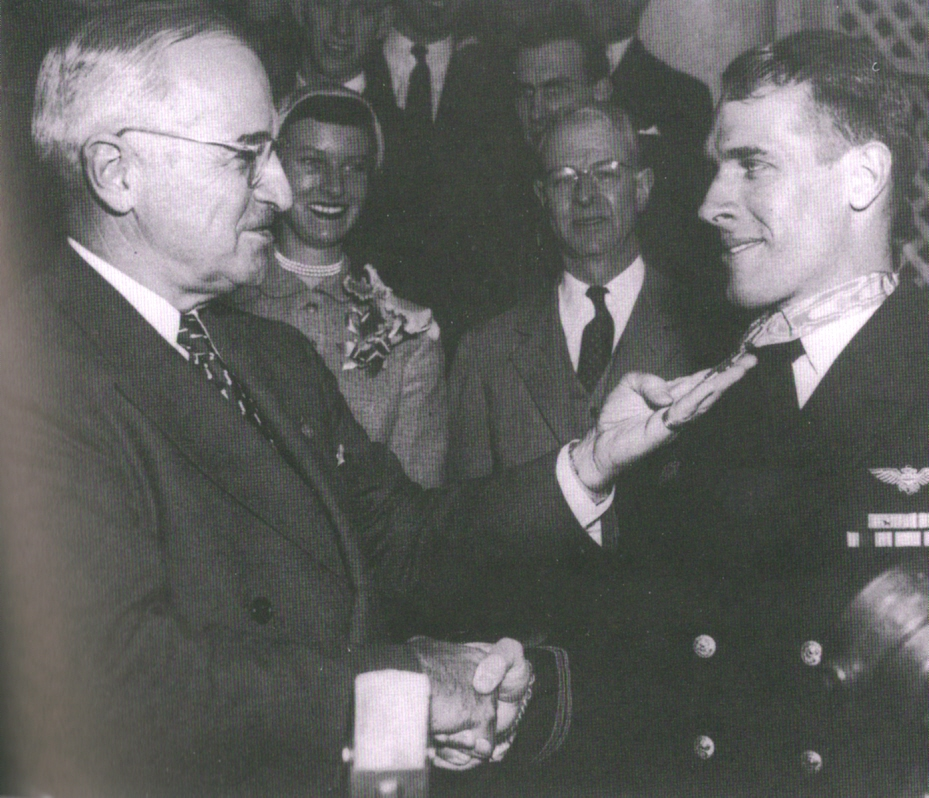
Truman gratuliert Hudner nach der Verleihung der Medal of Honor.

Der Zwischenfall vom 4. Dezember legte Hudner für einen Monat lahm, da er sich bei der Landung am Rücken verletzte, eine Verletzung, die nach seinen Angaben noch 6 bis 8 Jahre andauerte. Während des Krieges flog er 27 Kampfeinsätze und diente dort bis zum 20. Januar 1951, als die Leyte wieder an die Atlantikflotte zurückverlegt wurde. Am 13. April 1951 erhielt Hudner von Präsident Harry S. Truman die Medal of Honor und traf dabei Browns Witwe Daisy Brown. Die beiden blieben nach diesem Treffen noch mindestens 50 Jahre lang in regelmäßigem Kontakt. Er war der erste Soldat, der die Medaille während des Koreakriegs erhielt, obwohl mehrere andere die Medaille für Aktionen erhielten, die vor dem 4. Dezember 1950 stattfanden.
Hudner berichtete, dass er gelegentlich für sein Verhalten kritisiert worden sei und dass ihm „etwa 90“ Personen gesagt hätten, er habe leichtsinnig gehandelt. Seine Vorgesetzten gaben zu bedenken, dass sein Handeln den Hubschrauberpiloten in Gefahr gebracht und ein Flugzeug geopfert haben könnte. Hudner sagte später, dass er seine Entscheidung nicht bereue, da es sich seiner Meinung nach um eine spontane Aktion gehandelt habe. Dennoch erteilten die Kommandeure später Befehle, die es den Piloten untersagten, auf ähnliche Weise eine Bruchlandung durchzuführen, um abgestürzte Flügelmann zu retten. Hudner gab später an, dass er sich wegen seines Handelns nicht als Held fühle.

### Spätere Karriere bei der Navy
Nach der Verleihung der Medal of Honor wurde Hudner in die Vereinigten Staaten versetzt, wo er in den Jahren 1952 und 1953 als Fluglehrer auf der Naval Air Station Corpus Christi in Texas diente. In den Jahren 1953 und 1954 diente er als Stabsoffizier in der Carrier Division 3, die damals zur Task Force 77 gehörte und rund um Japan operierte. In den Jahren 1955 und 1956 diente er in der Air Development Squadron 3 auf der Naval Air Station Atlantic City in New Jersey, wo er Entwicklungs- und Testflugzeuge flog. Während dieser Zeit wurde er auf strahlgetriebenen Flugzeugen ausgebildet.
Ab Oktober 1957 nahm Hudner an einem Austauschprogramm mit der U.S. Air Force teil und flog zwei Jahre bei der 60th Fighter-Interceptor Squadron auf der Otis Air Force Base in Barnstable County, Massachusetts. Während dieser Zeit flog er die F-94 Starfire und die F-101 Voodoo. Anschließend wurde er zum Commander befördert und diente bis 1962 als Assistent des Leiters des Marinewaffenbüros. Danach besuchte er das Air War College auf der Maxwell Air Force Base in Montgomery, Alabama. Nach seinem Abschluss im Juli 1963 kehrte er in die Luftwaffe zurück und wurde leitender Offizier des Jagdgeschwaders 53, das die F-8E Crusader an Bord der USS Ticonderoga flog. Nach seiner Dienstzeit als Führungsoffizier übernahm Hudner das Kommando über die VF-53, bevor er als Leadership Training Officer in das Büro des Kommandeurs der Marineluftstreitkräfte auf der Naval Air Station North Island in Coronado, Kalifornien, versetzt wurde.

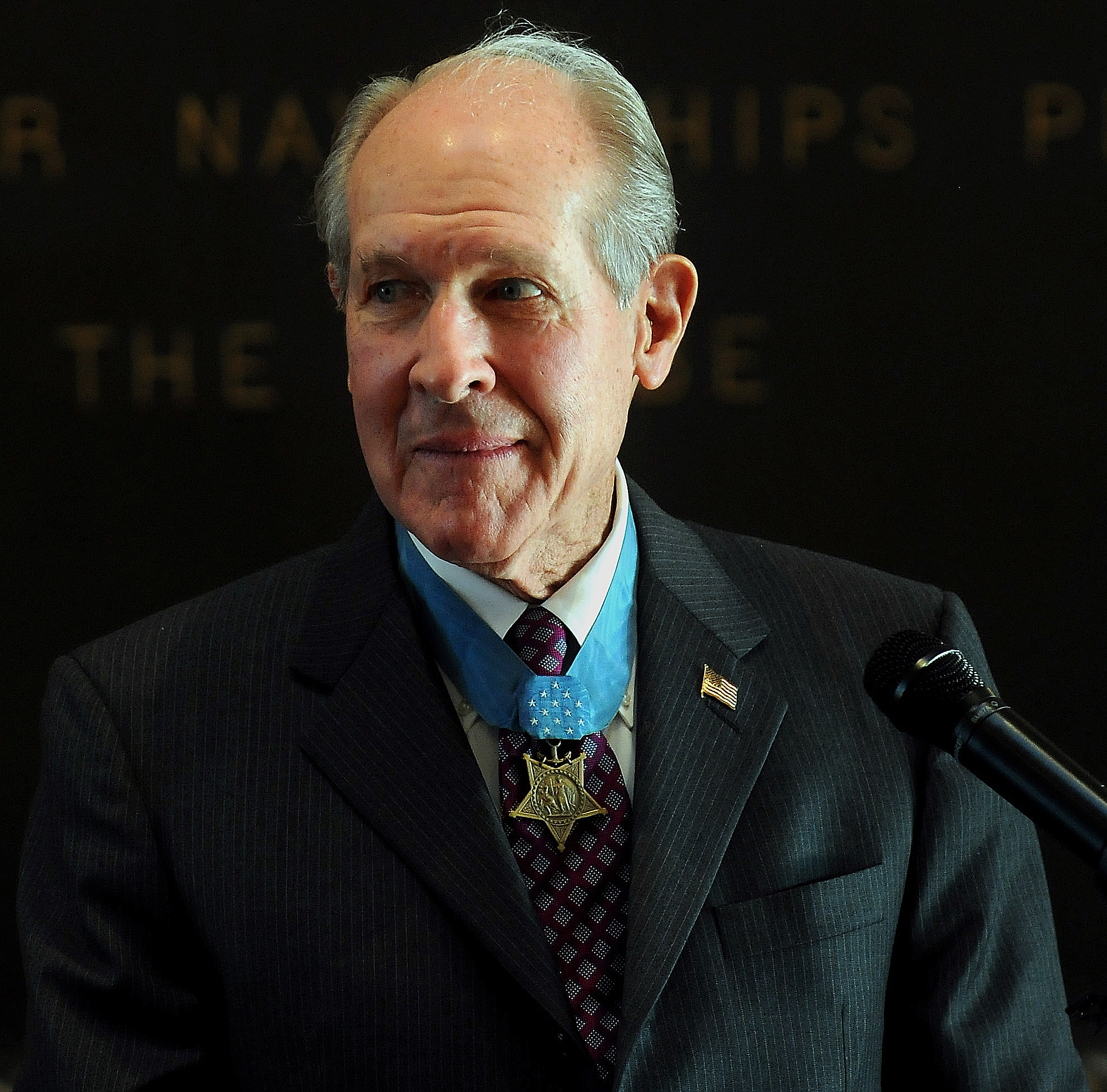
Hudner an der U.S. Naval Academy im Dezember 2008

Hudner wurde 1965 zum Captain befördert und übernahm das Kommando über die 24. Trainingsstaffel der Naval Air Station Chase Field in Bee County, Texas, die er 1965 und 1966 kommandierte. 1966 wurde er der USS Kitty Hawk zugeteilt, zunächst als Navigator, dann als Leitender Offizier. Die Kitty Hawk war 1966 und 1967 zur Unterstützung des Vietnamkrieges vor der Küste Südvietnams im Einsatz und er diente während dieser Zeit auf dem Schiff, erlebte aber weder Kampfhandlungen noch flog er selbst Einsätze. 1968 wurde er als Einsatzoffizier in die Südostasien-Abteilung der US Navy versetzt. Im selben Jahr heiratete er Georgea Smith, eine Witwe mit drei Kindern, die er in San Diego kennengelernt hatte. Sie hatten einen gemeinsamen Sohn, Thomas Jerome Hudner III, geboren 1971. Hudners letzter Posten bei der Navy war der des Leiters der technischen Luftfahrtausbildung im Office of the Chief of Naval Operations in Washington, D.C., den er bis zu seiner Pensionierung im Februar 1973 innehatte.
Am 17. Februar 1973, wenige Tage vor Hudners Pensionierung, stellte die Navy die Fregatte USS Jesse L. Brown der Knox-Klasse in Dienst, das dritte US-Schiff, das nach einem Afroamerikaner benannt wurde. Bei der feierlichen Indienststellung in Boston, waren Daisy Brown Thorne, die wieder geheiratet hatte, ihre Tochter Pamela Brown und Hudner, der eine Rede hielt, anwesend. Das Schiff wurde am 27. Juli 1994 außer Dienst gestellt und nach Ägypten verkauft.

## Späteres Leben und Tod

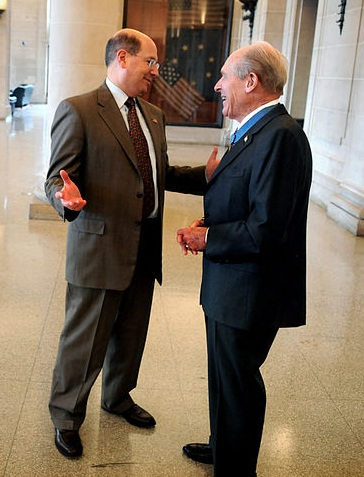
Hudner (rechts) im Gespräch mit Marineminister Donald C. Winter an der U.S. Naval Academy im Dezember 2008

Nach seiner Pensionierung arbeitete Hudner zunächst als Unternehmensberater und später für die United Service Organizations. Aufgrund seiner Medal of Honor arbeitete er in seinem Ruhestand regelmäßig mit verschiedenen Veteranengruppen zusammen und führte ansonsten ein ruhiges Leben. Von 1991 bis 1999 war er Beauftragter des Massachusetts Department of Veterans' Services, bis er dieses Amt an Thomas G. Kelley, ebenfalls Träger der Medal of Honor, übergab.
In seinem späteren Leben erhielt er eine Reihe von Ehrungen. 1989 wurde er im Rahmen des Gathering of Eagles-Programms der Air Force auf der Maxwell Air Force Base geehrt. 2001 überreichte Hudner Daisy Brown Thorne an der Mississippi State University mehrere posthum verliehene Medaillen von Jesse Brown. Im Mai 2012 gab der Marineminister bekannt, dass ein Lenkwaffenzerstörer der Arleigh-Burke-Klasse auf den Namen USS Thomas Hudner getauft wird. Das Schiff wurde am 1. April 2017 in Anwesenheit Hundners getauft und am 1. Dezember 2018 in Boston in Dienst gestellt.
Nach 1991 lebte Hudner mit seiner Frau Georgea in Concord, Massachusetts. Im Juli 2013 reiste er nach Pjöngjang, Nordkorea, um die sterblichen Überreste von Jesse Brown von der Absturzstelle zu bergen. Die nordkoreanischen Behörden sagten ihm, er solle im September zurückkehren, wenn das Wetter vorhersehbarer sei.

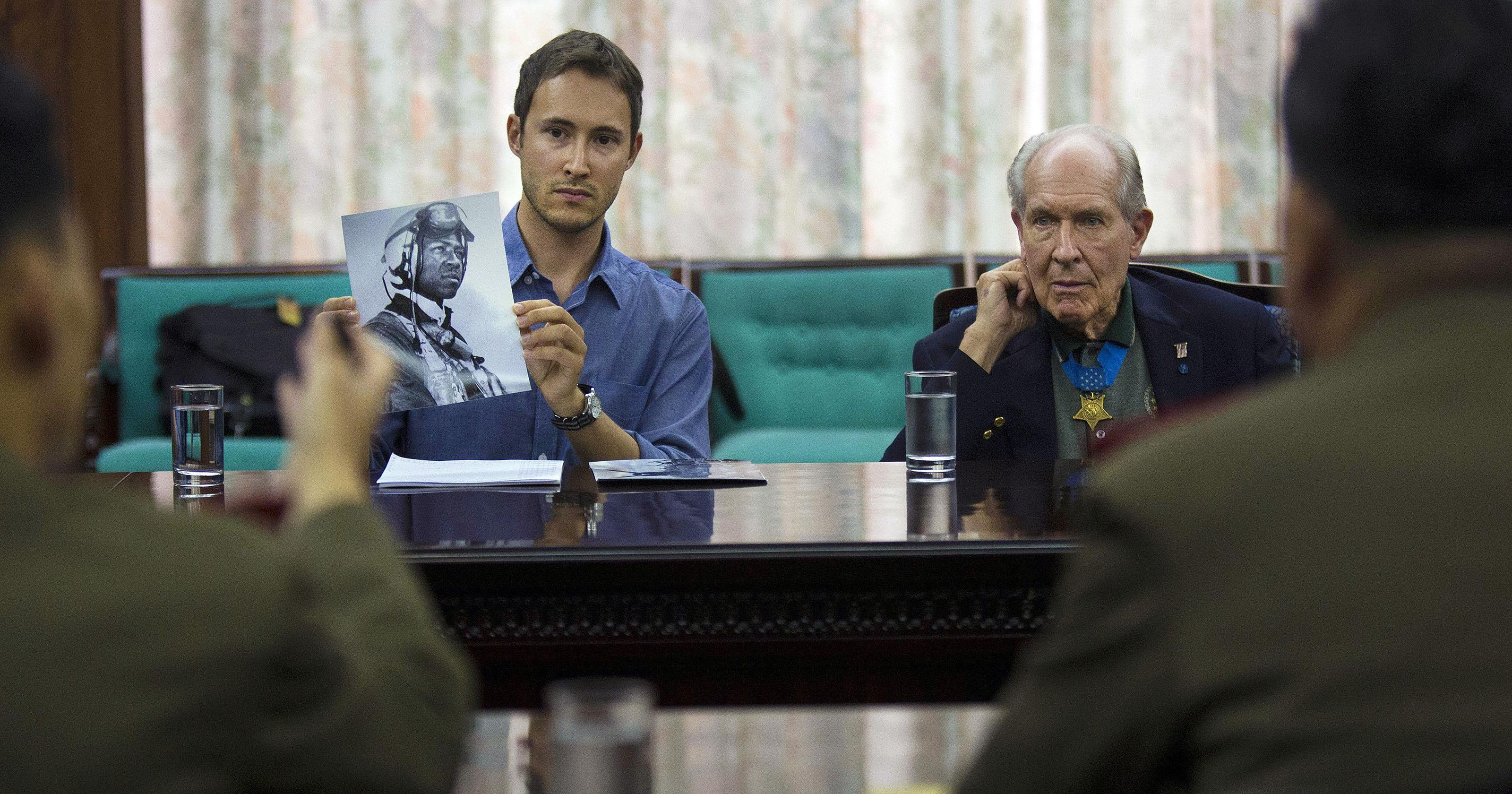
Der Autor Adam Makos verhandelt mit nordkoreanischen Beamten über die Rückführung der sterblichen Überreste von Jesse L. Brown. Makos war der Autor der 2015 veröffentlichten Biografie über die beiden Männer.

Hudners offizielle Biografie Devotion: An Epic Story of Heroism, Friendship, and Sacrifice (Eine epische Geschichte von Heldentum, Freundschaft und Opferbereitschaft) erschien im Oktober 2015 nach siebenjähriger Zusammenarbeit mit dem Autor Adam Makos.
Hudner starb am 13. November 2017 im Alter von 93 Jahren in seinem Haus in Concord, Massachusetts und wurde am 4. April 2018 in einer Zeremonie in Anwesenheit von General Joseph F. Dunford, dem Chairman of the Joint Chiefs of Staff, auf dem Arlington National Cemetery beigesetzt.
Hudner wird in dem Film Devotion von 2022 von Glen Powell dargestellt.

## In Film und Literaturen
- Film: Devotion (2022)
- Buch: Devotion: An Epic Story of Heroism, Friendship, and Sacrifice (2015)